# Prome
Prome, aujourd'hui Pyay (birman ပြည်), est une ville et un district de Birmanie situés à l'extrême-Ouest de la Région de Bago, 161 km au Nord de Rangoon. Sa population était de 83 000 habitants en 1983.
A quelques kilomètres de la vieille ville de Prome se trouve le village de Hmawza, site de l'ancienne capitale du royaume pyu de Sri Ksetra (VIIe au XIe siècle). La ville nouvelle fut fondée par les britanniques à la fin du XIXe siècle, pour servir de port fluvial intermédiaire entre la Haute et la Basse-Birmanie.

## Géographie
Le Nord et le Nord-Est du district sont accidentés et couverts de forêts. Ils forment le bassin de la Naweng, qui se jette dans l'Irrawaddy. Dans le Sud et le Sud-Ouest, des plaines alluviales s'étendent de part et d'autre de la voie de chemin de fer.
Les principaux cours d'eau sont l'Irrawaddy, qui traverse le district du Nord au Sud, et ses affluents la Thani et la Naweng.
Le climat est plus sec que celui des autres districts de Basse-Birmanie, avec des cumuls de pluie annuels de 1,20 m. Les températures s'échelonnent de 15 °C en janvier à 38 °C en juin.

## Histoire
Thayekhettaya (aujourd'hui Hmawza) fut fondée par les Pyus aux alentours de 638. Capitale du royaume de Sri Ksetra, elle fut détruite par les Môns à la fin du VIIIe siècle, puis conquise par le roi de Pagan Anawrahta en 1057.

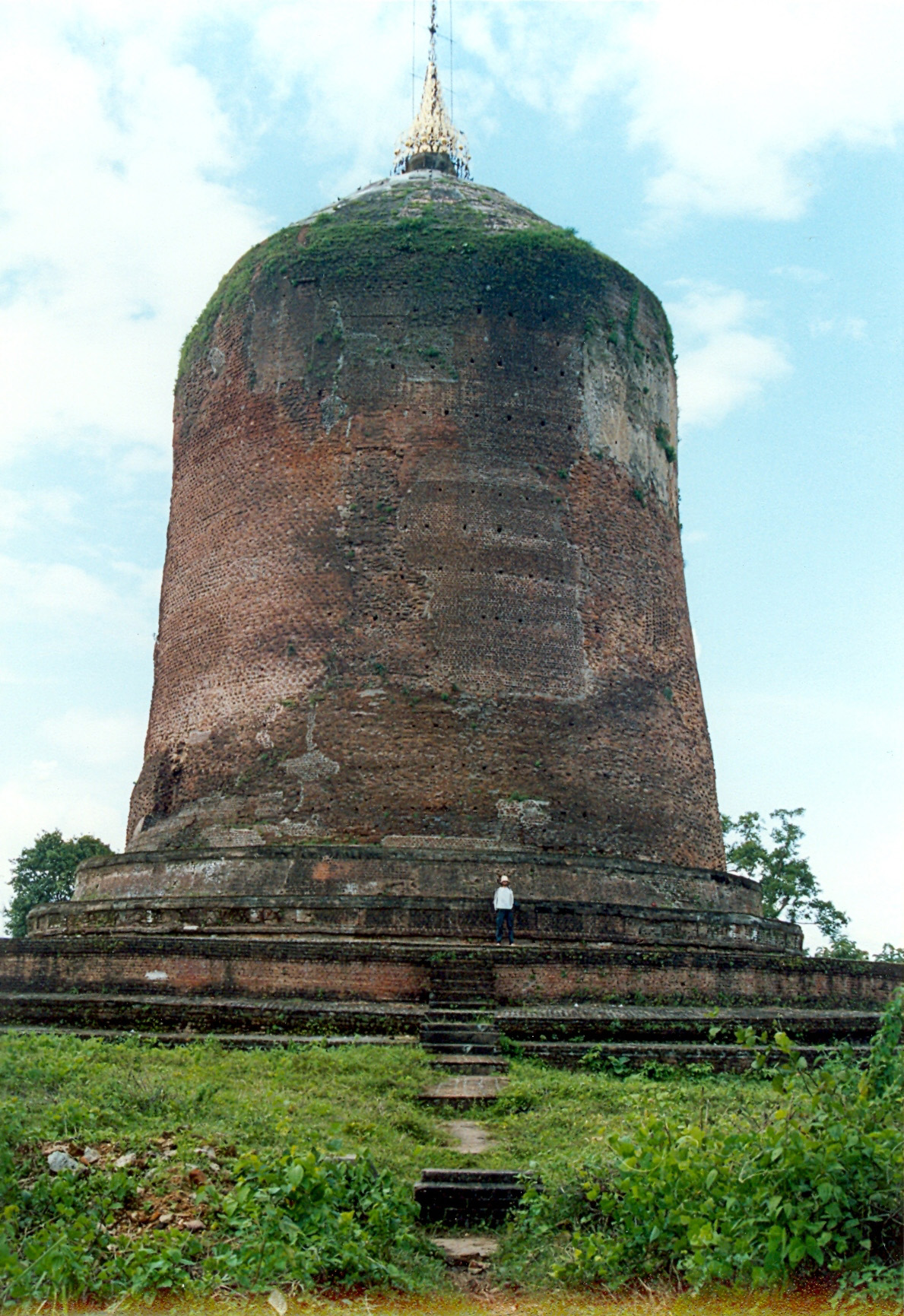
Le Bawpawgyi Paya, un stûpa de l'époque de Sri Ksetra à Hmawza.

La nouvelle cité construite à proximité, Pyi (en birman : "capitale"), se trouva selon les époques dans l'aire d'influence des Birmans, des Shans ou des Môns.
Après la destruction du royaume de Pégou (1369-1539), le roi birman Tabinshwehti s'empara de Pyi en 1542 ; la dynastie Taungû conserva la ville jusqu'à la révolte mône de 1740. La brève période d'indépendance des Môns prit fin à la chute de Pégou devant le roi Alaungpaya en 1757, et leur dernier sursaut, centré sur Pyi, fut écrasé l'année suivante avec la prise de la ville.
La dynastie Konbaung conserva Pyi jusqu'aux guerres anglo-birmanes. Les Britanniques, qui l'appelaient Prome (nom qui apparaît dans les textes portugais du XVIIe siècle), s'en emparèrent en 1825 et en 1852, cette fois définitivement : elle entra dans les possessions de la couronne en 1853. En 1862, elle fut presque entièrement rasée par un incendie et rebâtie sous sa forme moderne, avec de grandes avenues rectilignes. En 1874 elle obtint le statut de municipalité.

## Agriculture
La production de base est le riz, devant le coton, le tabac et le sucre de canne. Les annones locales sont réputées. On pratique également la sériciculture, l'exploitation forestière (teck), le tissage.

## Éducation
Pyay possède 2 universités : Pyay University (PU), près du centre-ville, et Pyay Technical University (PTU) à quelques kilomètres, tout comme le Government Computer College (GCC). Les autres villes du district sont Shwedaung et Paungde, qui ne possèdent pas d'établissement d'enseignement supérieur.

## Monuments
Outre les reliques de Hmawza à quelques kilomètres, la ville possède plusieurs pagodes et stûpas anciens, notamment, sur une colline au Sud-Est, la Pagode Shwesandaw, important lieu de pèlerinage bouddhique.

## Cultes
La cathédrale catholique Saint-Paul est le siège du diocèse de Pyay.